# Rødstrømpe
Rødstrømper var kvinder, som var medlemmer eller identificerede sig med en af kvindebevægelsens grupper kaldet 'Rødstrømpebevægelsen', der udsprang af den amerikanske socialistiske kvindebevægelse "the Redstockings" omkring 1970.
Bevægelsen havde ikke en fast struktur, men bestod af basisgrupper. Heri diskuterede sympatisørerne kvinderoller, køn og retten over egen krop og delte deres erfaringer med øvrige kvinder. Desuden blev der arrangeret ø-lejre som Femølejren, kampagner, festivaler og demonstrationer blandt andet for ligeløn og fri abort. En kendt aktion for kampen for ligeløn skete i en bus 10. maj 1970, hvor en gruppe rødstrømper med Ulla Dahlerup i spidsen nægtede at betale mere end 80 % af billetprisen, da det svarede til kvindernes indtægt.
En af parolerne var "Ingen klassekamp uden kvindekamp. Ingen kvindekamp uden klassekamp."

## Eftermæle
Rødstrømpebevæglsen var primært et 70'er-fænomen, men har sat et markant præg på eftertidens Danmark.
Ændringer i det danske samfund der delvis kan tilskrives rødstrømpebevægelsen inkluderer fri abort, ligelønsloven, forbedringerne af barselsloven i 1980, og kønsstudier på danske universiteter.

## Kendte 'rødstrømper'
- Ulla Dahlerup
- Drude Dahlerup
- Suzanne Giese
- Bente Hansen
- Karen Jespersen